# Challenger de Bangalore 2022
El torneo Bengaluru Open 2022 fue un torneo de tenis perteneció al ATP Challenger Tour 2022 en la categoría Challenger 80. Se trató de la 4ª edición; el torneo tuvo lugar en la ciudad de Bangalore (India), desde el 07 hasta el 13 de febrero de 2022 sobre pista dura al aire libre.

## Jugadores participantes del cuadro de individuales
| Favorito | País                       | Jugador           | Rank1 | Posición en el torneo    |
| -------- | -------------------------- | ----------------- | ----- | ------------------------ |
| 1        | Bandera de República Checa | Jiří Veselý       | 80    | Cuartos de final, retiro |
| 2        | Bandera de Italia          | Stefano Travaglia | 93    | Primera ronda            |
| 3        | Bandera de Australia       | Aleksandar Vukic  | 140   | Segunda ronda            |
| 4        | Bandera de Francia         | Hugo Grenier      | 158   | Segunda ronda            |
| 5        | Bandera de Turquía         | Altuğ Çelikbilek  | 161   | Segunda ronda            |
| 6        | Bandera de Francia         | Enzo Couacaud     | 162   | Semifinales              |
| 7        | Bandera de Suecia          | Elias Ymer        | 163   | Baja                     |
| 8        | Bandera de Italia          | Federico Gaio     | 174   | Primera ronda            |

- 1 Se ha tomado en cuenta el ranking del 31 de enero de 2022.

### Otros participantes
Los siguientes jugadores recibieron una invitación (wild card), por lo tanto ingresan directamente al cuadro principal (WC):
- S D Prajwal Dev
- Saketh Myneni
- Rishi Reddy

Los siguientes jugadores ingresan al cuadro principal tras disputar el cuadro clasificatorio (Q):
- Antoine Bellier
- Gabriel Décamps
- Borna Gojo
- Malek Jaziri
- Arjun Kadhe
- Rio Noguchi

## Campeones

### Individual Masculino
- Chun-hsin Tseng derrotó en la final a  Borna Gojo, 6–4, 7–5

### Dobles Masculino
- Saketh Myneni /  Ramkumar Ramanathan derrotaron en la final a  Hugo Grenier /  Alexandre Müller, 6–3, 6–2